# Empresa Nacional de Minería
La Empresa Nacional de Minería (ENAMI) es una empresa estatal chilena creada por el DFL N° 153 publicado el 5 de abril de 1960 por la fusión de la Caja de Crédito y Fomento Minero (CACREMI), y la Empresa Nacional de Fundiciones (ENAF).
Sus objetivos son fomentar la pequeña y mediana minería mediante créditos, asistencia técnica y compra de minerales; la prestación de servicios de fundición y refinación de metales (principalmente cobre y otros minerales); agregar valor a la producción por medio de los servicios de plantas de beneficio y comprar la producción de la pequeña minería y comercializarla.

## Instalaciones
ENAMI cuenta con las siguientes instalaciones:
- Fundición Hernán Videla Lira (Región de Atacama) inaugurada el 26 de enero de 1952. Tiene una capacidad instalada de 300 mil toneladas métricas finas al año.
- Plantas de beneficio en Taltal (Planta José Antonio Moreno, 1966), Paipote (Planta Manuel Antonio Matta, 1965), El Salado (Planta Osvaldo Martínez, 1929), Planta Vallenar (1973) y Planta Ovalle (1987).
- Además de 13 locales poderes de compra para la mediana y pequeña minería.

Anteriormente tuvo a su cargo la Fundición y Refinería de Ventanas (Región de Valparaíso). Inaugurada el 30 de septiembre de 1964, su capacidad de fundición es de 400 mil toneladas métricas finas al año y refina unas 315 mil toneladas métrica. Fue traspasada el 30 de abril de 2005 a CODELCO.

## Producción
La producción de la ENAMI, basado en las compras a terceros, es la que se detalla a continuación (expresado en miles de toneladas de cobre fino) entre los años 1985-2005:
| Año  | Total ENAMI | % producción nacional | Producción nacional |
| ---- | ----------- | --------------------- | ------------------- |
| 1985 | 122,5       | 9,0                   | 1356,2              |
| 1990 | 142,3       | 9,0                   | 1588,4              |
| 1995 | 126,5       | 5,1                   | 2488,6              |
| 2000 | 89,4        | 1,9                   | 4602,0              |
| 2005 | 111,6       | 2,1                   | 5320,5              |